# Reichsstraße 125

Die Reichsstraße 125 (R 125) war bis 1945 eine Staatsstraße des Deutschen Reiches. Sie verlief im östlichen Hinterpommern in Nord-Süd-Richtung und verband die Ostsee bei Stolpmünde (heute polnisch: Ustka) mit der Reichsstraße 2 (heute Droga krajowa 6 = Europastraße 28) bei Stolp (Słupsk) und der Reichsstraße 158 (heute Droga krajowa 20) bei Rummelsburg (Miastko). Ihre Gesamtlänge betrug 80 Kilometer.
Ursprünglich führte die R 125 weiter über Neustettin (Szczecinek) bis nach Flederborn (Podgaje) bis zur Reichsstraße 1, wurde jedoch 1937 verkürzt.
Heute wird die Straßenführung der alten R 125 von der polnischen Landesstraße Droga krajowa 21 (Ustka–Miastko) übernommen.

## Straßenführung
(heutige Droga wojewódzka 210):
Provinz Pommern (heute: Woiwodschaft Pommern):
Landkreis Stolp (heutiger Powiat Słupski)
- Stolpmünde (Ustka)
- Wintershagen (Grabno)

~ Stolpe (Słupia) ~
- Bedlin (Bydlino)

 (heutige Droga krajowa 21):
Stadtkreis Stolp (heute Powiat Grodzki Słupsk)
- Stolp (Słupsk) (Anschluss: R 2 (heute DK 6 (Europastraße 28)))

Landkreis Stolp (heute Powiat Słupski)
- Kublitz (Kobylnica)
- Lossin (Łosino)
- Sanskow (Zajączkowo)
- Quackenburg (Kwakowo)
- Krussen (Kruszyna)

Landkreis Rummelsburg i. Pom. (heute: Powiat Bytowski (Kreis Bütow))
- Wobeser (Objezierze)
- Zuckers (Suchorze)
- Sellin (Zielin)
- Treblin (Trzebielino)

~ Wipper (Wieprza) ~
- Treten (Dretyń)
- Rummelsburg (Miastko) (Anschluss: R 158, heute DK 20)